# Kartoffelkanone

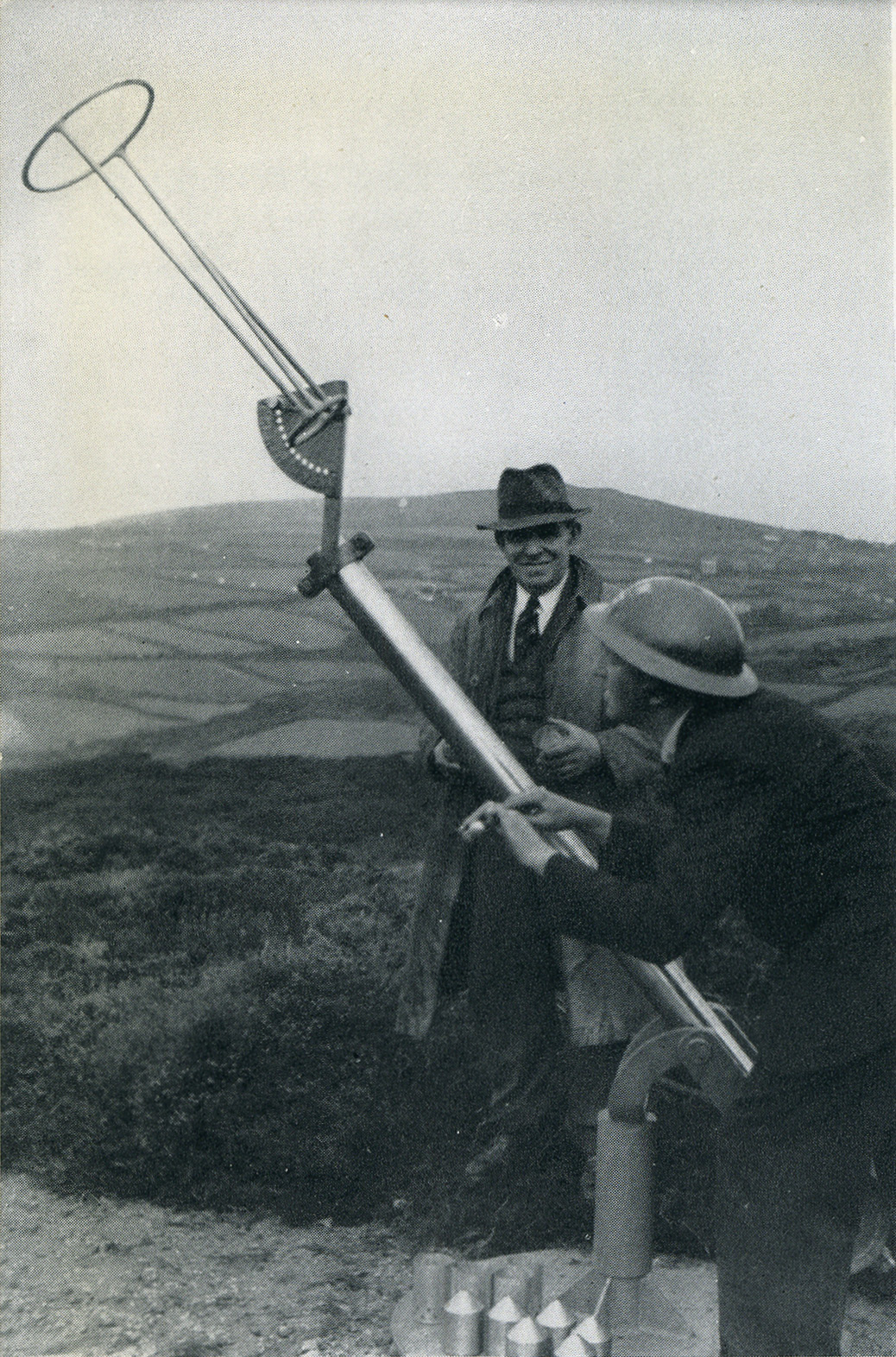
Die erste Kartoffelkanone, der Holman Projector

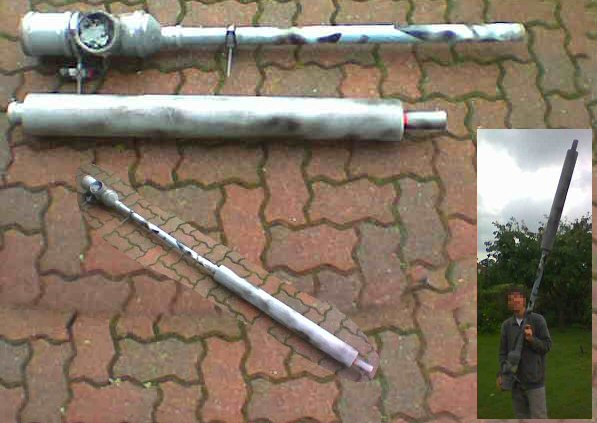
Standard-KK mit Schalldämpfer aus Kunststoffrohr

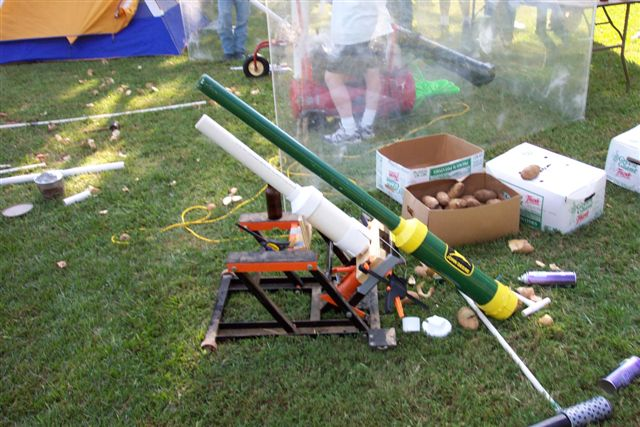
Kartoffelkanonen

Eine Kartoffelkanone, auch Gümbel genannt (kurz KK, potato cannon), ist ein Hobby-Gerät, das im Sinne von Geschütz allerdings keine Kanone ist, sondern umgangssprachlich als „Kartoffelkanone“ bezeichnet wird. Sie kann entweder ohne Explosivstoffe mit Druckluft, mit Dampfdruck oder durch Entzündung eines Gas-Luft-Gemisches als Treibladung benutzt werden. 1940 genehmigte Winston Churchill den Einsatz des dampfbetriebenen Holman-Projektors, mit dem der Legende nach bei Munitionsmangel auch Kartoffeln verschossen wurden. Beim traditionellen Böllerschießen mit massiven Geräten wird meist Schwarzpulver eingesetzt, wobei statt Kartoffeln nur leichte Vorlagen wie Kork oder Papier erlaubt sind.

## Entwicklungsgeschichte
Frühe Vorläufer von Kartoffelkanonen waren Dampfkanonen und Handrohre, die im 12. Jahrhundert in Europa bekannt wurden. Um 1480 erwähnte Leonardo da Vinci in einem Schreiben an Ludovico Sforza: „er könne Arten von Bombarden machen, äußerst leicht und bequem zu tragen“. Aus diesen könne man „kleine Steine schleudern“.  Sie wurden allerdings aus Metall gefertigt, während Holzkanonen und Lederkanonen im 14. Jahrhundert nachweisbar sind. Bei der Belagerung von Salzburg nutzten 1525 aufständische Bauern solche primitiven Kanonen, die aus Leder oder aus Holz gefertigt waren. Um 1590 wurden in Japan Holzkanonen dazu benutzt, papierne Brandgeschosse, die Öl und Pulver enthielten, in hölzerne Burgen zu schießen, um sie in Brand zu setzen. In Asien wurden hölzerne Geschütze noch bis in die zweite Hälfte des 19. Jahrhunderts gebraucht. Vorstehende Geräte wurden allgemein mit Schwarzpulver betrieben. Seit 1862 ist die Herstellung von Ethin mit Calciumcarbid bekannt. Mit Ethin als Gas-Luft-Gemisch werden bis in das 21. Jahrhundert Milchkannen und weitere Behälter zur Knallerzeugung gebraucht. 1940 entwickelte das Department of Miscellaneous Weapons Development (auch Wheezers and Dodgers) den dampfbetriebenen Holman-Projektor. Denn wegen der Waffenknappheit wurden Flugabwehrgeschütze von der britischen Handelsmarine abgezogen und zum Zweck der Selbstverteidigung daraufhin Ersatz gefordert. Ursprünglich sollte das Gerät Handgranaten verschießen. Bei der Vorstellung für Winston Churchill fehlte passende Munition und man verschoss ersatzweise Bierflaschen, die das Ziel trafen und explodierten. Churchill war zufrieden und kommentierte: „A very good idea, this weapon of yours.“ Es wurden tausende dieser Geräte von Holman Brothers Ltd. in Cornwall gefertigt und dann auf Schiffen installiert. In der Praxis erwies sich der Gebrauch mit Handgranaten als zu gefährlich. Nach vielen Experimenten bevorzugten die Matrosen Kartoffeln („Everything from cans to cabbages got a try, but the most popular makeshift ammunition was the potato“). Nach dem Krieg geriet die Erfindung für einige Jahrzehnte in Vergessenheit, bis in den 1990er Jahren die T-Shirt-Kanone erfunden und aus Plastikrohren Hobby-Kanonen gefertigt wurden.

## Brauchtum
Bereits im 14./15. Jahrhundert wurde Böllerschießen als Brauchtum praktiziert, das seinerseits auf frühere Bräuche mit Lärminstrumenten zurückgeht, wie es aus der Geschichte des Feuerwerks oder zu dem in Österreich als Immaterielles Kulturerbe anerkanntem Ratschen bekannt ist. Im Rahmen der Tradition des Böllerschießens soll zu besonderen Ereignissen oder Festtagen wenigstens ein Knall erzeugt werden. Dem gleichen Zweck dient das Brauchtum des Carbidschießens, das auch als Osterschießen bekannt ist. Es ist von den Niederlanden und Deutschland bis nach Österreich verbreitet. Ein Brauchtumsschießen im vorgenannten Sinne ist mit Kartoffelkanonen bis in die 2010er Jahre nicht feststellbar. Lediglich eine Überlappung mit den genannten Traditionen ist erkennbar. Kartoffelkanonen sind durch die Medien international bekannt. Erhebungen über die Anzahl funktionsfähiger Geräte sind nicht verfügbar.

## Bauweisen seit dem späten 20. Jahrhundert
Bei neuzeitlichen Kartoffelkanonen handelt sich meist um Konstruktionen aus Polypropylen-Rohren (Kunststoff-Abflussrohre mit dazugehörigen Muffen und Durchmesser-Adaptern), mit denen Kartoffeln, Obst, Gemüse, Bälle oder Ähnliches als Projektil verwendet werden können. Der Antrieb kann über kalt vorgespannte Gase (Druckluft) oder über die Verbrennung von Gasen erfolgen. Heißdampfbetriebene Geräte sind nicht bekannt. Anders als bei festen Treibladungen erfolgt die Verbrennung der Gas-Luft-Gemische in einer relativ großvolumigen Brennkammer. Die sich in den Lauf entspannenden Verbrennungsgase entwickeln einen weit geringeren Maximaldruck, als dies bei Pulverladungen der Fall ist.

## Ballistik
Zu einer beschlagnahmten Kartoffelkanone wurde vom Landeskriminalamt Thüringen festgestellt: „Mit Kaliber 45 bis 50 Millimeter wurden die Kartoffeln auf 80 bis 90 Meter pro Sekunde beschleunigt, die Experten maßen eine Energie von bis zu 300 Joule“, und weiter: „Stehe ein Mensch im Weg, müsse er mindestens mit schweren Hämatomen rechnen.“

## Gefahren
Neben der Gefahr, die vom beschleunigten und abgeschossenen Projektil sowie dem Rückstoß der Kanone ausgeht, besteht die Gefahr, dass die Brennkammer (Enddeckel) platzt. In diesem Fall können Teile mit hoher Kraft und Geschwindigkeit in beliebige Richtungen wegfliegen. Sie können scharfkantig sein und dadurch schwere bis schwerste Verletzungen auslösen.
Während beim professionellen Bau von Schusswaffen genaue Berechnung, Qualitätskontrolle und Beschuss, also Test der Waffe erfolgt, werden Kartoffelkanonen aus Material gebaut, das weder für drucksichere noch sicherheitskritische Anwendung gedacht ist. Sowohl Abwasserrohre aus Kunststoff, Kartoffeln wie auch Treibladungen aus brennbarem Gas und Luft variieren in ihren Eigenschaften sehr stark. Allein mangels geeigneter Prüfmethoden kann auf erfolgreiches Funktionieren schon beim nächsten Versuch schwerwiegendes Versagen folgen.
Schon die Berechnung der wahrscheinlichen Druckfestigkeit (des Berstdrucks) eines Rohrs aus extrudiertem Kunststoff ist schwierig, da das Material längs und quer durch die Scherung vor dem Erstarren unterschiedliche Zugfestigkeit aufweist, Riefen und Kratzer Risse fördern, die Wandstärke variieren kann und Erwärmung und Ermüdung das Material schwächen.

## Amtspraxis und Rechtslage
Das deutsche Bundeskriminalamt – die zuständige Behörde zur waffenrechtlichen Einstufung von Gegenständen – hat die Frage der Einstufung von Kartoffelkanonen noch nicht beantwortet. Die Begriffe des Waffengesetzes legen die Klassifizierung von Kartoffelkanonen als „einschüssige Vorderlader mit Funkenzündung“ nahe, sofern nicht Druckluft oder Wasserdampf genutzt wird. Da außer der Elektrischen Flinte von 1867 kein weiteres Modell aus der Zeit vor dem 1. Januar 1871 bekannt ist, konnten sie nicht den erlaubnisfreien Waffen zugeordnet werden (WaffG, Anlage 2 zu § 2 Abs. 2 bis 4). Grundsatzentscheidende Gerichtsurteile sind (Stand Mai 2018) nicht bekannt.
In Deutschland werden Kartoffelkanonen in der Regel beschlagnahmt, wenn es zu Einsätzen der Polizei kommt.
International ist die Rechtslage zu Kartoffelkanonen unübersichtlich. Das Bureau of Alcohol, Tobacco, Firearms and Explosives bietet in den USA für jedermann eine Prüfung und Klassifizierung für Kartoffelkanonen an.
In Österreich ist die Rechtslage so, dass sie weder als Waffe noch als Pyrotechnik eingeordnet werden, man aber trotzdem behördlich wegen Lärmbelästigung oder Gefährdung anderer belangt werden kann.